# عبد الكريم فرحان
اللواء الركن عبد الكريم فرحان هو سياسي عراقي قومي ناصري راحل  

## نشأته وحياته
ولد في الصويرة في لواء الكوت عام 1922.امضى حياته بين السلكين العسكري والمدني وشغل عده مناصب مهمة في الجيش العراقي ووزارة الدفاع كان آخرها منصب قائد الفرقة الأولى. تخرج من الكلية العسكرية وكلية الأركان وكلية الحقوق. 

## تنظيم الضباط الوطنيين
كان أحد أعضاء اللجنة العليا في تنظيم الضباط الوطنيين الذي قاد ثورة 14 تموز 1958، وكان حينها برتبة عقيد، ويعد آخر من توفي من قادة تنظيم الضباط الوطنيين.
شغل منصب الأمين العام في حزب الاتحاد الاشتراكي العربي العراقي وهو فرع حزب الاتحاد الاشتراكي العربي الذي أسسه الرئيس جمال عبد الناصر في مصر، كما عين عضوا في القيادة السياسية المشتركة لمصر والعراق.

## حياته السياسية والعسكرية
كانت آخر مسؤولية عسكرية تولاها هي قيادة الفرقة الأولى في الجيش العراقي. ومع تطورات أحداث ما بعد ثورة تموز تولى وزارة الثقافة والإرشاد القومي عام 1963.، لكنه قدم استقالته من حكومة طاهر يحيى في في 23 حزيران 1965، ثم لحق به وزراء آخرين من ذوي التوجه الناصري في 10 تموز 1965 نتيجة اعتراضاتهم على رئيس الجمهورية عبد السلام عارف. 
شغل منصب وزير الإصلاح الزراعي عام 1967، وكذلك وزير الزراعة بالوكالة. وفي 1 نيسان 1968، صدر مرسوم جمهوري بتعيينه وزيرا للزراعة والإصلاح الزراعي بعد صدور قانون دمجت فيه وزارتي الزراعة والإصلاح الزراعي بوزارة واحدة.
وفي حزيران 1968، صدر مرسوم بتعيينه وزيرا للبلديات والأشغال بالوكالة بالإضافة لشغله منصب وزير الزراعة والإصلاح الزراعي.

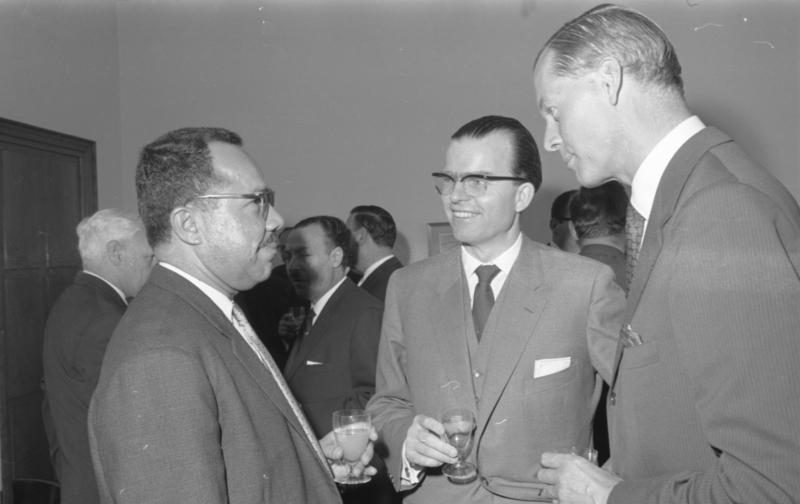
عبد الكريم فرحان (يسارا) في بون عاصمة ألمانيا الغربية سنة 1964

## اعتقاله
استقال قبل أسبوعين من انقلاب 17 تموز 1968، لكنه اعتقل بعد الثورة أربع مرات.، وتعرض للتعذيب الشديد في قصر النهاية والسجن رقم 1 ببغداد. يقول عبد الكريم فرحان أنه أثناء التحقيق معه خلال اعتقاله بعد الانقلاب بصفته عضو اللجنة العليا للتموين أن الحكومة حققت معه في قضايا متعلقة بتهمة الإثراء غير المشروع على حساب الشعب العراقي بالإضافة إلى تشويه سمعة الحكم في العراق، لكنها بحسب قوله دعاية مغرضة لا أساس لها (راجع مقالة طاهر يحيى).

## هجرته ووفاته
بعد الإفراج عنه، هاجر إلى السويد سنة 1977. وفي السويد عمل مستشارا في قسم اللغات السامية في جامعة أوبسالا، والتحق بقسم الدكتوراه في جامعة لوند وكانت رسالته في القانون الدولي عن أسرى الحرب.
بقي في السويد حتى وفاته في مدينة أوبسالا في السويد في 7 حزيران 2015.

## مؤلفاته
من مؤلفاته:
- معركة كريت
- ثورة 14 تموز في العراق
- أسرى الحرب في التاريخ
- «حصاد ثورة، مذكرات، تجربة السلطة في العراق»؛ وهو كتاب احتوى على مذكراته وذكرياته وما مرت به ثورة 14 تموز من مد وجزر